# Зграда Гимназије у Прокупљу
Зграда Гимназије у Прокупљу налази се на територији општине Прокупље, изграђена по пројекту архитекте Рад. Тодоровића у периоду између 1937 —1940. године, а довршена је после Другог светског рата. Уврштена је у листу заштићених споменика културе Републике Србије (ИД бр. СК 1929).

## Опште информације
Зграда Гимназије у Прокупљу налази се на територији општине Прокупље, у улици Ратка Павловића број 8. Грађевина је пројектована са приземљем и два спрата према принципима Модерне зграде, а решена је асиметричним распоредом трактова. Проблем односа маса архитекта је решио вештим структуралистичким компоновањем ритмично прожетих вертикала и хоризонтала. У спољној обради површина наглашена је, код сваког блока, тракастим детаљима хоризонталност и вертикалност да би се постигла експресивност.
У њеној дугој историји, прокупску гимназију завршили су многи успешни људи у земљи и свету, академик Војин Шуловић, доктор Братислава Велимировић, доктор Радивоје Илић, глумац Драгутин Добричанин, кларинетист Божидар Боки Милошевић. Одлуком Владе Републике Србије зграда гимназије проглашена је спомеником културе 8. августа 1997. године.

## Реконструкција
Реконструкција зграде је започета у јуну 2020. године, а завршена је почетком 2022. године, у реконструисаној згради смештене су Гимназија и Медицинска школа. Зграда у којој се налазе две школе пливања изграђена је 1934. године и под заштитом је Завода за заштиту споменика културе Ниш, до сада није било већих улагања у реконструкцију и обнову инвентара, претходних година настава је више пута прекидана по неколико дана, посебно зими због неадекватних услова.